# Керівники Полтавської області
Полтавська область була утворена 22 вересня 1937 року.

## Голови Полтавського обласного виконавчого комітету
1. Жученко Пантелеймон Якович — 1937 — 1938 р.
2. Мартиненко Іван Михайлович — 1938 — 18 вересня 1941 рр., 1943 - 1950 р.
3. Коваль Олексій Григорович — 1950 − 1953 рр.
4. Рожанчук Микола Михайлович — 1953 − 1955 рр.
5. Черченко Андрій Спиридонович — 1955 — 1959 рр.
6. Мужицький Олександр Михайлович — 1959 — грудень 1962 рр.
7. Кириченко Микола Карпович — грудень 1962 - 1963 рр., січень - липень 1964 рр.(сільського)
8. Оніпко Максим Данилович — січень 1963 - грудень 1964 рр.(промислового)
9. Бойко Степан Карпович — липень 1963 - грудень 1964 рр.(сільського), грудень 1964 - 1974 рр.
10. Пуденко Григорій Іванович — 1974 — 1978 рр.
11. Устименко Григорій Якимович — 1978 — 1984 рр.
12. М'якота Олексій Сергійович — жовтень 1984 — квітень 1988 рр.
13. Гопей Іван Олександрович — квітень 1988 — квітень 1992 р.

## Перші секретаріПолтавського обласного комітету КПУ
1. Топчій Костянтин Тимофійович — вересень 1937 — травень 1938 р., травень - жовтень 1945 рр.
2. Сафронов Леонід Іванович — травень 1938 — лютий 1939 рр.
3. Марков Василь Сергійович — 28 лютого 1939 — 18 вересня 1941 рр., вересень 1943- травень 1945 рр., жовтень 1945 - 9 травня 1950 рр.
4. Кондратенко Степан Федорович — вересень 1941 — 17 січня 1942 рр.
5. Співак Марк Сидорович — 1950 — 9 вересня 1952 рр.
6. Стахурський Михайло Михайлович — 9 вересня 1952 — 29 липня 1955 р.
7. Рожанчук Микола Михайлович — 29 липня 1955 — 3 січня 1961 рр.
8. Комяхов Василь Григорович — 3 січня 1961 — 8 грудня 1962 рр.
9. Мужицький Олександр Михайлович — 8 грудня 1962 — 5 січня 1963 рр., 5 січня 1963 - 14 грудня 1964 рр.(сільського), 14 грудня 1964  - 26 січня 1973 рр.
10. Погребняк Яків Петрович — 8 січня 1963 - 14 грудня 1964 рр.(промислового)
11. Моргун Федір Трохимович — 26 січня 1973 — 2 квітня 1988 рр.
12. М'якота Олексій Сергійович — 2 квітня 1988 — серпень 1991 рр.

## ГоловиПолтавської обласної державної адміністрації
1. Залудяк Микола Іванович — 31 березня 1992 року  — 2 вересня 1994 (як Представника Президента України у Полтавській області), червень 1994 - 6 вересня 1996; 6 вересня 1996 — 3 червня 1998
2. Колесніков Олександр Олександрович — 3 червня 1998 — 2 листопада 1999
3. Кукоба Анатолій Тихонович — 2 листопада 1999  — 14 березня 2000
4. Томін Євген Фролович — 14 березня 2000 — 29 липня 2003
5. Удовіченко Олександр Васильович — 29 липня 2003 — 27 січня 2005, 26 березня 2010 —
6. Бульба Степан Степанович — 4 лютий 2005  — 26 травня 2006
7. Асадчев Валерій Михайлович — 26 травня 2006 — 26 березня 2010
8. Синєгубов Олег Васильович — 11 листопада 2019 — 24 грудня 2021
9. Лунін Дмитро Сергійович — 24 грудня 2021 — 10 жовтня 2023 В.о.
10. Пронін Філіп Євгенович — 10 жовтня 2023 — 30 грудня 2024
11. Корольчук Богдан Леонідович — з 30 грудня 2024 В.о.

## Голови Полтавської обласної ради
1. М'якота Олексій Сергійович — квітень 1990 — січень 1991
2. Гопей Іван Олександрович — січень 1991 — червень 1994
3. Залудяк Микола Іванович — червень 1994 — квітень 1998
4. Полієвець Олександр Васильович — квітень 1998 - квітень 2002
5. Томін Євген Фролович — квітень - вересень 2002
6. Гришко Володимир Васильович — 12 вересня 2002 — 28 квітня 2006
7. Марченко Володимир Олександрович — 28 квітня — 15 вересня 2006, 20 квітня — 18 листопада 2010
8. Удовіченко Олександр Васильович — 15 вересня 2006 — 20 квітня 2010
9. Момот Іван Михайлович — 18 листопада 2010 — 22 лютого 2014
10. Ворона Петро Васильович — 22 лютого 2014 — 20 листопада 2015
11. Біленький Олександр Юрійович — з 4 грудня 2015